# Hugo Mrazek
Hugo Mrazek (* 2. April 1891 in Wien; † 24. Februar 1962 in Graz) war ein österreichischer Politiker (ÖVP). Von 1945 bis 1949 war Abgeordneter zum Steiermärkischen Landtag und 1947/48 Obmann des Landtagsklubs der Steirischen Volkspartei.

## Leben
Mrazek wuchs in Wien auf und war nach dem Besuch der Untermittelschule und der Artillerie-Kadettenschule Traiskirchen von 1912 bis 1920 Berufsoffizier der k.u.k.Armee, zuletzt im Rang eines Hauptmanns. Nach dem Ersten Weltkrieg war Mrazek Bankangestellter in Graz und trat 1926 als Rechnungsbeamter in den Dienst des Landes Steiermark.
Er war Angehöriger der Heimwehr und der Vaterländischen Front und amtierte im Ständestaat 1933 bis 1938 als Stadtrat und Finanzreferent in Graz, bis er nach dem „Anschluss“ von den Nationalsozialisten aus allen Ämtern entfernt wurde.
1945 gehörte Mrazek zu den Mitbegründern der Volkspartei in der Steiermark sowie des ÖAAB und war Bezirksparteiobmann in Graz-Jakomini. Nach der Wahl am 25. November 1945 gehörte er dem ersten gewählten Landtag der Nachkriegszeit an. Zunächst war Mrazek als zweiter Landeshauptmann-Stellvertreter in der Landesregierung Pirchegger vorgesehen, schlussendlich erhielt jedoch Tobias Udier dieses Amt. Mrazek war ab 1947 Obmann des Landtagsklubs, bis ihn im Folgejahr der neue Landeshauptmann Josef Krainer senior in diesem Amt ablöste. Zeitgleich übte Mrazek von 1946 bis 1949 die Funktion des Bürgermeister-Stellvertreters der Landeshauptstadt Graz aus.
1949 schied er aus allen politischen Ämtern aus und wurde Geschäftsführer der Grazer Messe.